# Araneus perincertus
Araneus perincertus är en spindelart som beskrevs av Lodovico di Caporiacco 1947. Araneus perincertus ingår i släktet Araneus och familjen hjulspindlar.
Artens utbredningsområde är Tanzania. Inga underarter finns listade i Catalogue of Life.